# Soragna
Soragna – miejscowość i gmina we Włoszech, w regionie Emilia-Romania, w prowincji Parma.
Według danych na rok 2004 gminę zamieszkiwało 4355 osób, 96,8 os./km².

## Miasto partnerskie
- Bańska Szczawnica